# Duomyia glebosa
Duomyia glebosa är en tvåvingeart som beskrevs av Mcalpine 1973. Duomyia glebosa ingår i släktet Duomyia och familjen bredmunsflugor. Inga underarter finns listade i Catalogue of Life.